# أندي هارمون
أندي هارمون (بالإنجليزية: Andy Harmon)‏ هو لاعب كرة قدم أمريكية أمريكي، ولد في 6 أبريل 1969 في دايتون في الولايات المتحدة.

## وصلات خارجية
- أندي هارمون على موقع مرجع كرة القدم المحترفة.كوم (الإنجليزية)